# Govasdia

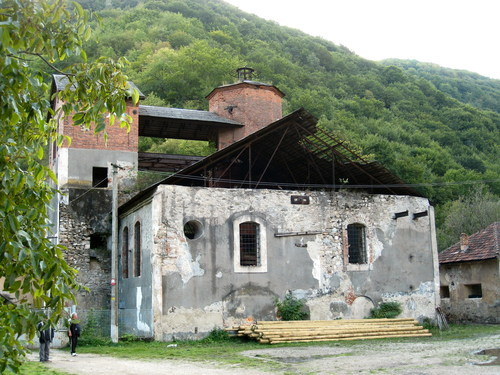
A govasdiai vaskohó

Govasdia (románul: Govăjdia, németül: Sensehammer) falu Romániában, Erdélyben, Hunyad megyében.

## Fekvése
Vajdahunyadtól nyugatra, a Ruszka-havasban fekszik.

## Története
1482-ben Gawasdywar, 1506-ban Gabosdwar, 1808-ban Gavosdia és Govosdia, 1888-ban Govasdia alakban írták. Ekkoriban a Runk-patak völgyében négy kilométerre feljebb feküdt.
Több vasmanufaktúrája is működött, amelyekben a helyi román és cigány lakosságon kívül Stájerországból ideköltözött németek dolgoztak. A nadrab-völgyit 1517-ben már említették, ekkor egy vaskohó és két vízkerék működött benne. 1754-ben három kemencéből és egy hámorból állt, 1872-ben már romos volt. Kaszaverője 1872-ig működött. Az Ólimpert-műhely 1674–75-ben, a Runki- és a Nadrab-patak összefolyásánál épült, és 1806-ban bontották le. Az Alsó Limpert-műhely évi 1800–1900 mázsa kovácsoltvasat és rúdacélt gyártott. 1848–49-ben acélt szállított a nagyváradi fegyvergyárnak. 1872-ig kapákat is gyártott. 1875-ben malommá alakították át, amely ma is létezik. A Felső Limpert-műhely 1754-ben két zárt kemencéből, egy nyitott kohóból és hámorokból állt. 1849-ben részben rúdvas gyártására alakították át, majd 1871-ben zárták be. A Barcsay- (Cigány-) műhely 1754-ben működött, 1872-ben megszűnt. Kaszabánya (románul: Bania de Coase) hámora a falutól nyugatra, a Govasdiai-patak mentén 1754-ben szintén használatban volt már. 1848–49-ben szuronyokat és gyalogsági ásókat készítettek benne. 1872-ben szüntették meg. A Ploszka-műhely 1700-ban már működött, 1815-ben azonban már nem. Ploszkabányán (románul: Ploscabaia, németül: Plotzka) már a rómaiak is fejtettek vasércet. A kitermelést 1858-ban a Brassói Bányatársulat kezdte újra, és 1890-ben a Nadrági Vasipari Rt. vette át. Ugyanott a katonai határőrvidék szervezése előtt, 1762-ben elpusztítottak egy kolostort, melyben két ortodox szerzetes élt. 1808-tól önálló görögkatolikus parókia volt.
1857-ben ide helyezték át Gyalárról a római katolikus plébániát. 1867-es hivatalos adatok szerint 162-en dolgoztak a vasműnél. Jankó János 1894-es véleménye szerint „csinos német bányász lakóházai mellett eredeti oláh építkezése egyike a legnyomorúságosabbnak.” A nagyolvasztó száz román, stájerországi eredetű német és cigány munkásának többsége 1906-ban teljesítménybérben dolgozott.
1900-ban adták át az új, a települést Vajdahunyaddal összekötő keskeny vágányú vasutat és a Gyalárra vezető drótkötélpályát. 1910-ben a Căținaș házcsoport mellé kis vízerőművet építettek.

## Népessége
- 1910-ben 376 lakosából 223 volt román, 128 magyar és 12 német anyanyelvű; 167 római katolikus, 107 ortodox, 73 görögkatolikus, 17 református, 6 zsidó és 6 evangélikus vallású.
- 2002-ben 134 lakosából 121 fő volt román, 8 magyar, 1 német és 4 egyéb nemzetiségű; 112 fő ortodox, 13 római katolikus, 6 görögkatolikus, 2 református és 1 pünkösdista vallású.

## Nevezetességei
- Az ipari műemlékké nyilvánított nagyolvasztó 1806 és 1810 között épült. Átadásakor évi 640 tonnás kapacitással működött. 1820 és 37 között nem működött. A toplicai nagyolvasztó leégése után helyreállították és ismét használatba vették. 1879-ben és 1888-ban korszerűsítették. A kincstár tulajdonát képezte. A vajdahunyadi nagyolvasztó megépítése előtt itt használták föl a vajdahunyadi erdőhivatal területén égetett faszén legnagyobb részét.[6] 1918-ban, bezárásakor már évi nyolcezer tonna öntöttvasat termelt.
- Zalasd és Căținaș házcsoport között a retyisorai vasút 747 méter hosszú alagútja, amelyet 1888–1894-ben fúrtak ki. A Căținaș és a Tulea házcsoport között egy kisebb, 42 méter hosszú kanyar alagút. A vasút síneit a Zalasd és Crăciuneasa közötti szakaszon már 2001-ben felszedték. A viaduktok többségét elbontották.
- A régi vaskohók és hámorok maradványai.
- Római katolikus temploma 1802-ben épült.

## Híres emberek
- Itt született 1928-ban Simion Lucaciu festőművész.
- Itt született 1860. június 27-én dr. Csubry Bonifác egyetemes orvos-doktor, erdélyi püspöki uradalmi, kórházi törvényszéki és tiszti orvos. Az Erdélyi Magyar Közművelődési Egyesület, az Alsófehérvármegyei Történelmi, Régészeti és Természettudományi Társaság és E.K.E. tagja. A Gyulafehérvári Római Katolikus Egyházközség főgondnoka.

## Képek

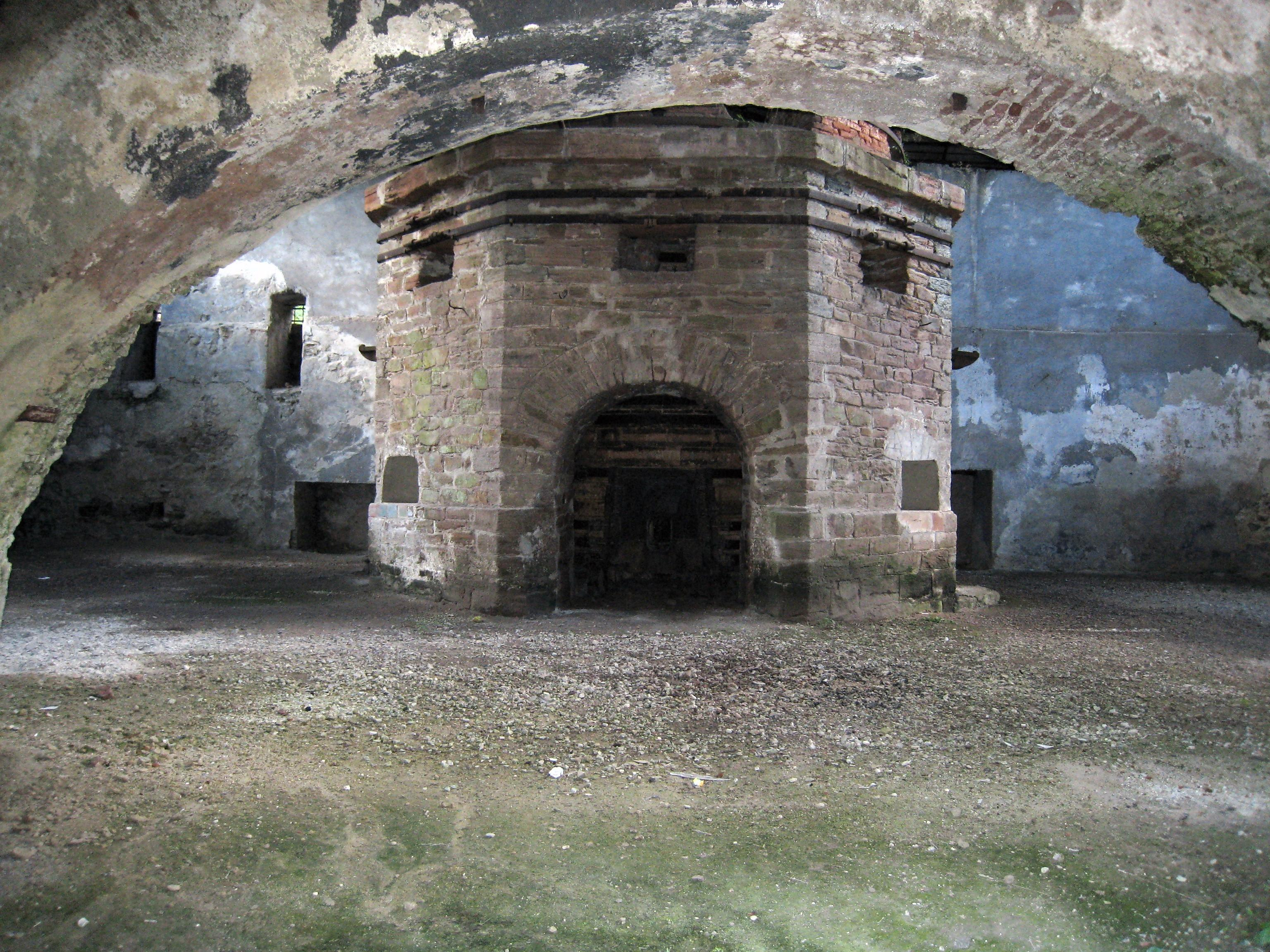
A nagyolvasztó medencéje
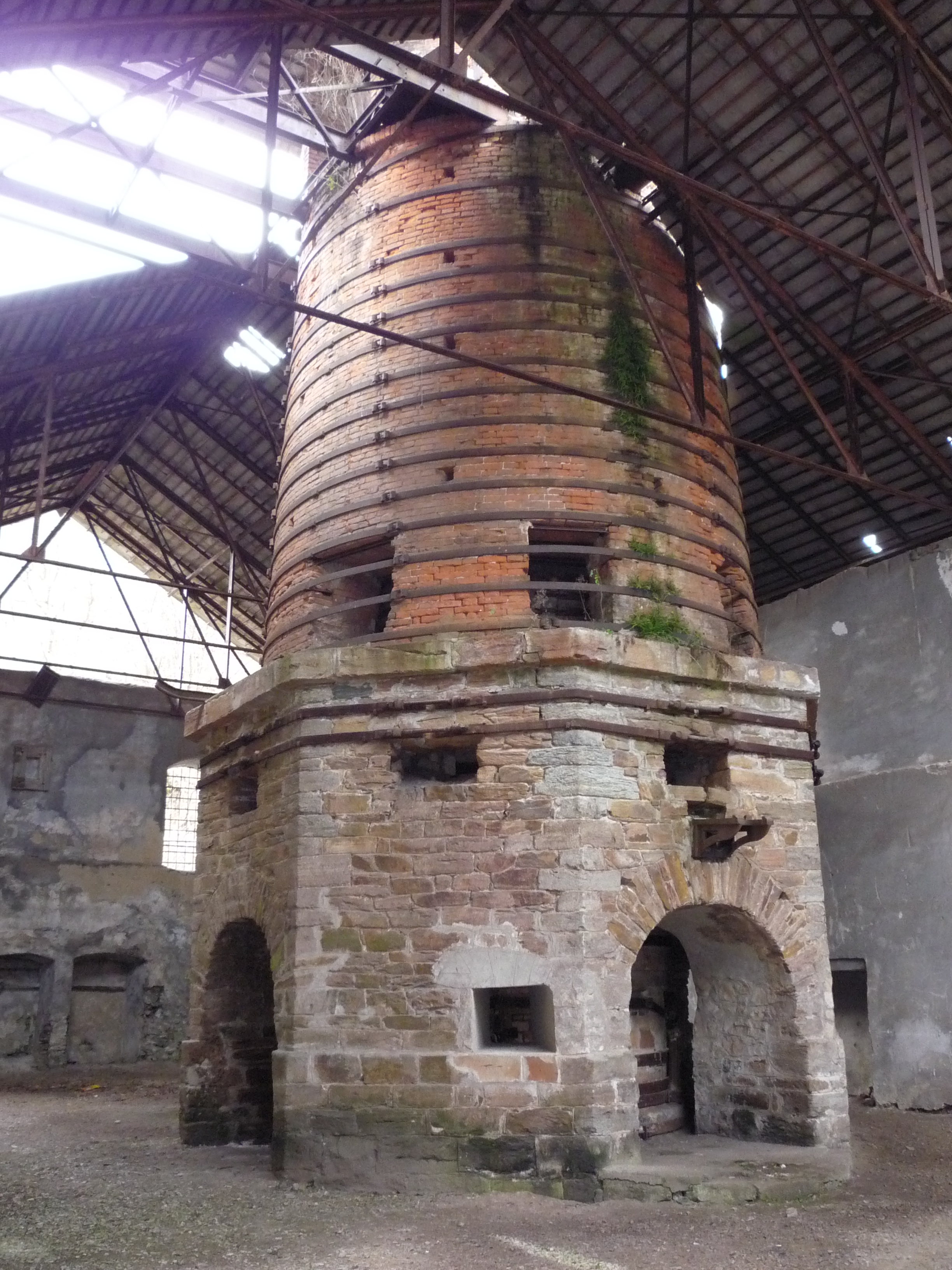
Govasdiai nagyolvasztó 2008 decemberében
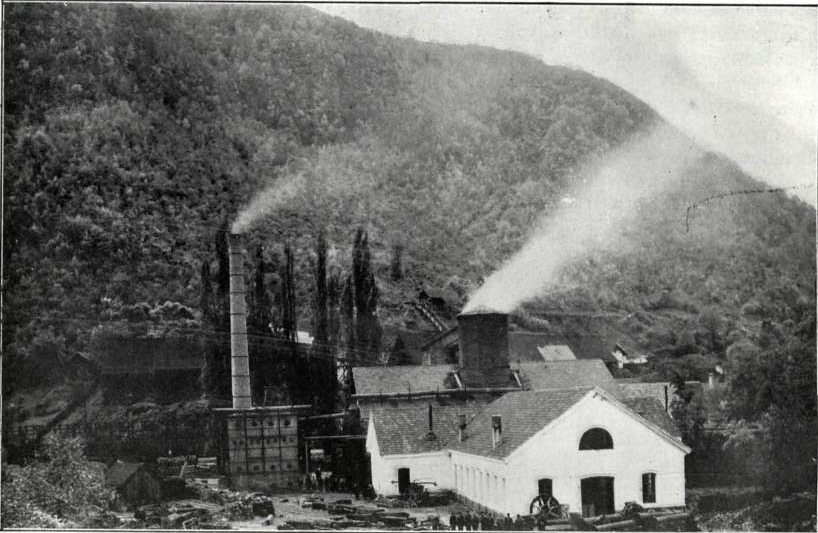
A vaskohó működés közben, 1906 előtt
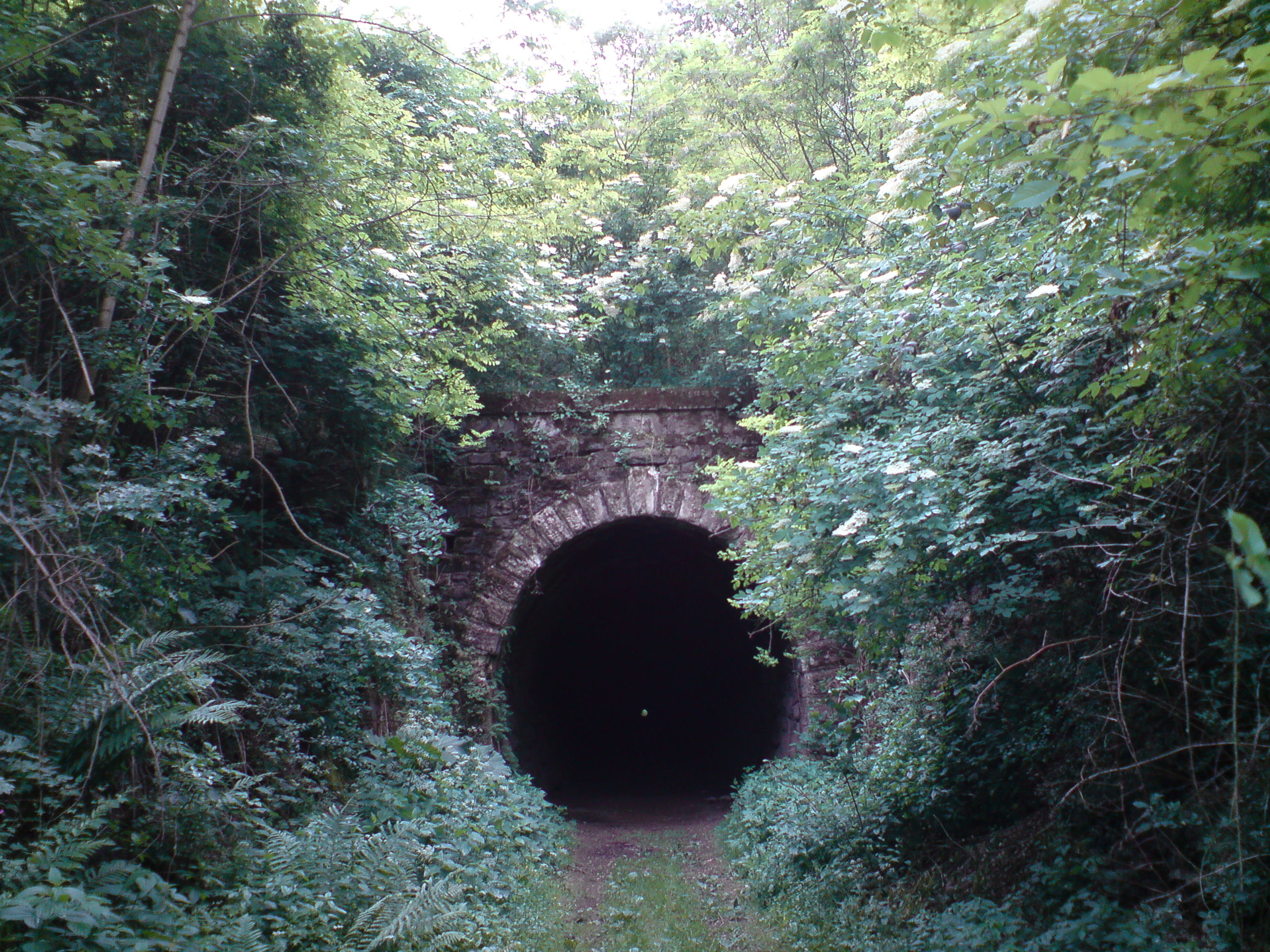
A 747 méteres alagút zalasdi bejárata
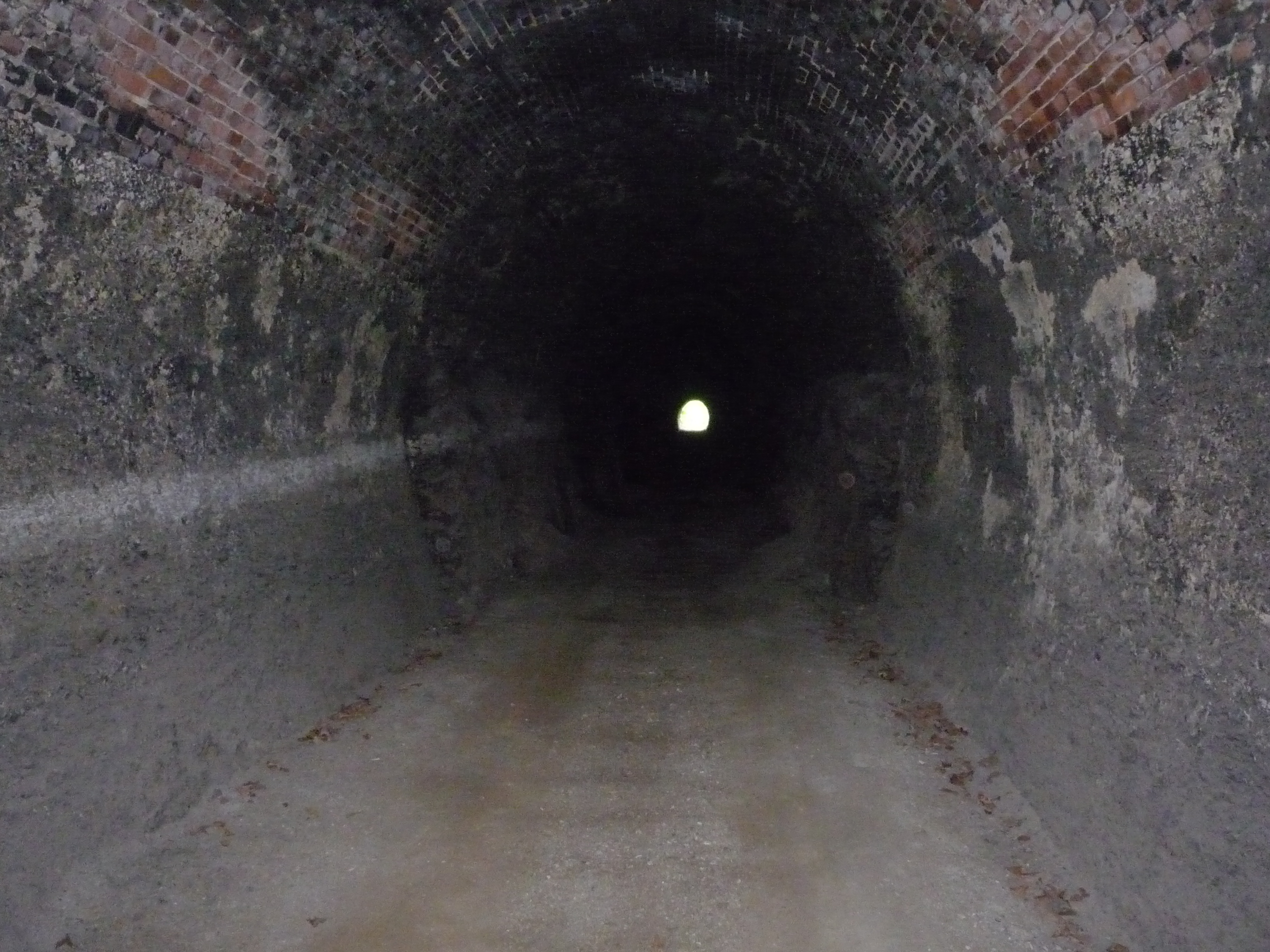
A 747 méteres Kacenási alagút belsejében
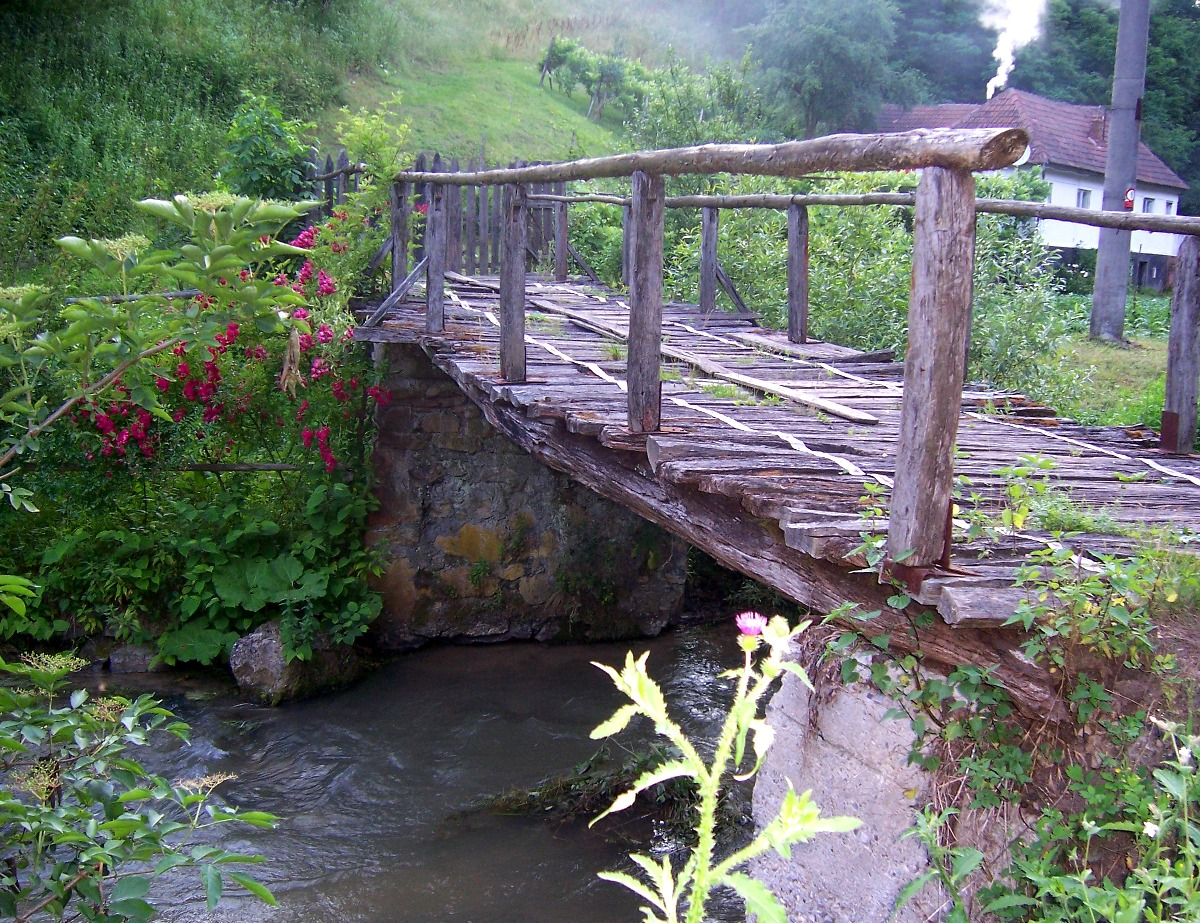
Híd a Cserna patakon
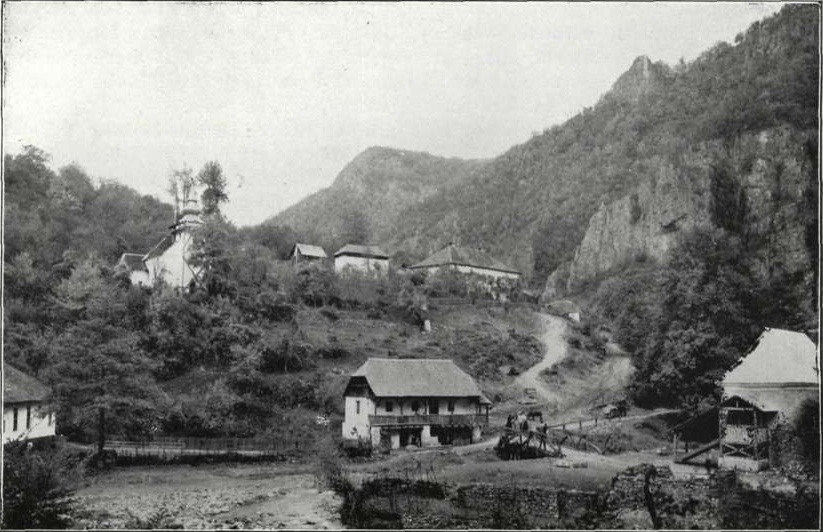
Kaszabánya ~1870